# Encephalartos kisambo
Encephalartos kisambo Faden & Beentje, 1989 è una pianta appartenente alla famiglia delle Zamiaceae, endemica di Kenya e Tanzania..
L'epiteto specifico kisambo deriva dal nome con cui le popolazioni locali indicano questa pianta.

## Descrizione
È una specie a portamento arborescente, con fusto alto 1-2,2 m, eretto o talora decombente, di 45–52 cm di diametro.
Le foglie, pennate, disposte a corona all'apice del fusto, sono lunghe 240–360 cm, di colore dal verde-argenteo al verde-bluastro, con un picciolo lungo 2,5–5 cm. Sono formate da 89-96 paia di foglioline oblungo-lanceolate, opposite, lunghe 24–37 cm e larghe 29–37 mm, di consistenza coriacea, con margine spinoso, inserite sul rachide con un angolo di 45°.
È una specie dioica; gli esemplari maschili hanno usualmente da 1 a 5 coni, cilindro-coniici, di colore giallo crema, lunghi 49–64 cm e con diametro di 10-12,5 cm; quelli femminili presentano da 1 a 5 coni, ovoidali, lunghi 42–60 cm, 16–20 cm di diametro, di colore giallo arancio.
I semi sono ovoidali, lunghi 30–39 mm, ricoperti da un tegumento rosso arancio.

## Distribuzione e habitat
L'areale di E. kisambo è ristretto al Kenya meridionale e alla Tanzania settentrionale.
Cresce in aree di foresta tropicale, da 800 a 1.800 m di altitudine.

## Tassonomia
Questa entità fu scoperta nel 1970 nei pressi di Voi, in Kenya, da Robert Archer, un botanico americano che lavorava all'Herbarium di Nairobi.
Il primo accenno alla specie in letteratura lo si trova tuttavia solo alcuni anni dopo la scoperta, in una revisione delle cicadi africane di Heenan, in cui si fa cenno ad una specie keniana della regione di Voi, non ancora formalmente descritta.
La descrizione formale della specie ad opera di Faden e Beentje, che le assegnarono il nome di E. kisambo, venne pubblicata solo nel 1989, a distanza di quasi vent'anni dalla scoperta. A distanza di pochi mesi, Moretti, evidentemente all'oscuro del lavoro di Faden, descrisse la stessa entità assegnandole il nome di E. voiensis, che per motivi cronologici deve essere considerato un sinonimo.
Nel 2007 Pócs & Luke descrissero infine una nuova specie di Encephalartos, endemica del monte Kanga, nella Tanzania nord-orientale, da loro battezzata E. kanga. Gli autori, pur notando molteplici somiglianze con E. kisambo ritennero che vi fossero sufficienti differenze per farla ritenere una nuova specie. Tale convinzione non è stata tuttavia confermata dalle successive osservazioni e pertanto anche E. Kanga deve essere considerato un mero sinonimo.

## Conservazione
La IUCN Red List classifica E. kisambo come specie in pericolo di estinzione (Endangered).

La specie è inserita nella Appendice I della Convention on International Trade of Endangered Species (CITES)